# Bulalacao
Bulalacao (officiellement municipalité de Bulalacao : en tagalog : Bayan ng Bulalacao) est une municipalité de troisième classe au centre des Philippines, dans la province du Mindoro oriental. 
Lors du recensement de 2020, sa population s'élève à 44 366 habitants.

## Géographie
Pola est l'une des quatorze municipalités du Mindoro oriental ; c'est une municipalité côtière, située à la pointe sud de l'ile de Mindoro le long du détroit de Tablas dans la mer de Sibuyan.
D'une superficie totale de 321,86 kilomètres carrés, Bulalacao est divisée administrativement en 15 barangays (districts) :
- Bagong Sikat
- Balatasan
- Benli
- Cambunang (Poblacion)
- Campaasan (Poblacion)
- Maasin
- Maujao
- Milagrosa (Guiob)
- Nasukob (Poblacion)
- Poblacion
- San Francisco (Alimawan)
- San Isidro
- San Juan
- San Roque (Buyayao)

Elle se trouve à 109 kilomètres de Calapan, chef-lieu de la province, et à 256 kilomètres de Manille.